# 톤레사프 항공
톤레사프 항공(영어: TonleSap Airlines)은 캄보디아의 항공사로 2010년 10월 중화민국과 합작으로 설립했다.

## 운항 노선
- 2012년 2월 현재 톤레사프 항공은 다음과 같은 노선을 운항하고 있다.[3]
- 중화인민공화국
  - 쿤밍 - 쿤밍 우자바 국제공항
  - 닝보 - 닝보 리사 국제공항
  - 샤먼 - 샤먼 가오치 국제공항
- 캄보디아
  - 씨엠립 - 씨엠립 국제공항 허브
- 대한민국
  - 대구 - 대구국제공항
  - 서울 - 인천국제공항
- 중화민국
  - 타이베이 - 타이완 타오위안 국제공항 포커스 시티
- 베트남
  - 하노이 - 노이바이 국제공항

과거 취항지
- 중화인민공화국
  - 청두 솽류 국제공항
  - 충칭 장베이 국제공항
  - 상하이 푸둥 국제공항
  - 선전 바오안 국제공항
- 마카오
  - 마카오 국제공항
- 중화민국
  - 가오슝 국제공항
- 태국
  - 푸껫 국제공항
- 베트남
  - 다낭 국제공항